# Я - 11-17
Я - 11-17 — радянський художній трисерійний фільм 1970 року, знятий режисером Віктором Щегловим.

## Сюжет
Розповідь про складну операцію, проведену радянською розвідкою на завершальному етапі Німецько-радянської війни. Дія відбувається в Прибалтиці в кінці війни.

## У ролях
- Борис Бистров — Дементьєв/капітан Пауль Рюкерт, радянський розвідник
- Павло Махотін — полковник Довгальов, начальник радянської розвідки
- Серафим Зайцев — Павло Арвідович Лейманіс, зв'язковий, офіціант кафе «Оріон»
- Віталій Балагуров — Карл, племінник Лейманіса
- Електрина Корнєєва-Левітан — мадам Песіс, вдова латиського художника
- Ольга Новак — Інга Песіс, дочка мадам Песіс
- Ольга Селезньова — Рута, покоївка готелю «Брістоль»
- Тетяна Щукіна — Зіна Котова, радистка, старший матрос
- Геннадій Донягін — Андрій, радист, старшина другої статті
- Юрій Волков — майор Август Зандель, співробітник відділу з вивезення матеріальних цінностей в Третій Рейх
- Всеволод Якут — полковник Герман Мельх, керівник відділу з вивезення матеріальних цінностей в Третій Рейх
- Микола Бріллінг — Брандт, уповноважений гестапо
- Олександр Федін — капітан Пауль Рюкерт, полонений німецький офіцер
- Віктор Щеглов — Дітріх, співробітник гестапо
- Валерій Козинець — фельдфебель Ширер
- Володимир Бамдасов — полковник Кунгель, начальник порту
- Віктор Знамеровський — Камергоф, начальник гестапо
- Володимир Васильєв — німецький солдат
- Михайло Воробйов — епізод
- Юрій Голишев — епізод
- Леонід Кадров — обер-лейтенант Грим, квартирант Лейманіса
- Микола Калашников — епізод
- Віктор Лузянин — епізод
- Володимир Павлов — епізод
- Андрій Порошин — майор радянської розвідки
- Якоб Ромбро — німецький солдат
- Костянтин Федотов — епізод
- Леон Спендіаров — епізод
- Геннадій Косюк — епізод
- Володимир Петченко — епізод
- Микола Толкачов — епізод
- Микола Чернишов — епізод
- Герман Ентін — епізод

## Знімальна група
- Режисер — Віктор Щеглов
- Сценарист — Василь Ардаматський
- Оператор — Володимир Жабченко
- Композитор — Едуард Колмановський
- Художник — Ігор Зеленський